# 増鏡
『増鏡』（ますかがみ）は、南北朝時代の歴史物語。いわゆる「四鏡」の一つで、成立順と内容の双方で最後に位置する作品である。

## 概要
治承4年（1180年）の後鳥羽天皇誕生から、元弘3年/正慶2年（1333年）の元弘の乱で後醍醐天皇が鎌倉幕府に勝利するまでを描く。17巻本と19巻本（20巻本）があり、前者を「古本」、後者を「増補本」とするのが通説だが、異論もある。作者は未詳だが、北朝の廷臣であるものの南朝を開いた後醍醐天皇を敬愛し、日本文学と学問に精通し、和歌では二条派寄りの、羽林家または大臣家以上の家格の貴族と考えられている。具体的な比定では、二条良基説が比較的有力であるものの確証はなく、その他には二条為明説や洞院公賢説などがある。成立年代については、確実な上限は元弘3年（1333年）6月で、確実な下限は永和2年（1376年）4月である。さらに範囲を狭める有力説としては、上限を興仁親王（崇光天皇）立坊の暦応元年（1338年）8月13日とし下限を足利尊氏薨去の延文3年4月30日（1358年6月7日）とする説と、応安年間前後（1368–1375年前後）とする説があり、21世紀現在は前者の方が優勢である。

## 内容
『弥世継』（現在亡失）を継承して、治承4年（1180年）の後鳥羽天皇の誕生から、元弘の乱で後醍醐天皇が隠岐に流され、その後、元弘3年（1333年）6月に京都に戻るまでの、15代150年の事跡を編年体で述べている。
嵯峨の清凉寺へ詣でた100歳の老尼が語る昔話を筆記した体裁をとっている。ただし、現存の本においては尼は最初の場面だけの登場になっていることから、当初は他の「四鏡」と同様に尼が登場する最後の場面が書かれた部分が存在していたとする説もある。歴史物語の形式はとっているが、特定個人の宮廷生活の記録が混淆しており、典雅な文体で書かれている。
構成は全体が三部に分かれており、
- 第一部は後鳥羽院を中心に記しており、（おどろのした）から（藤衣）まで。
- 第二部は（三神山）から（千島）までで後嵯峨院を中心に記述する。
- 第三部は（秋のみやま）から（月草の花）までで後醍醐天皇の即位から隠岐配流・親政回復までをのべている。

この時代の和漢混淆文ではなく擬古文体で書かれているのも特徴である。

## 書名
序の部分に「愚かなる心や見えんます鏡」と老尼が詠んでおり、さらに筆者の「いまもまた昔をかけばます鏡 振りぬる代々の跡にかさねん」という歌から書名が由来する。
「ます鏡」とは、第一義には、「真澄（ますみ）の鏡」の略であり、古語で「よく澄んだ鏡」という意味である。井上宗雄は、古を「今の鑑」（現代への手本）とする『今鏡』の訓戒の精神とは違い、『ます鏡』という題には、過去を偽りなく写す鏡であるという歴史的事実をありのままに記すことを重んじる精神が現れているのではないかとしている。
さらに、岡一男・山岸徳平・鈴木一雄らによる、「大鏡」・「今鏡」・「水鏡」のいわゆる「三鏡」にさらに一つを「増す」（付け加える）というダブルミーニングなのではないかという説もある。
なお、現在は普通「増鏡」と表記されるが、写本では「真寸鏡」「益鏡」「ますかゞみ」といった表記もある。『源起記』という題を用いる写本もある。

## 著者
著者について、近代までは一条経嗣・一条兼良・一条冬良ら一条家の人間の誰かが推定されていた。その後、「応永本」などの奥書から永和2年（1376年）には既に存在していたことが明らかになり、その根拠は失われた。
基本的には、北朝の公家貴族で、和歌から『源氏物語』などの小説まで日本文学に幅広く精通し、かつ学問への素養が深い人間が想定される。石田吉貞は、内容からして元弘の乱の混沌を直に見た人物ではないかとする。井上宗雄は、敬語表現からして、名家（公家の家格の一つ）の人間を軽んじる傾向から、羽林家もしくは大臣家以上の家格の人間であろうとしている。また、小川剛生によれば、南朝を開いた後醍醐天皇を畏敬し、和歌では二条派に親しく京極派にはそれほどでもなく冷泉派には全く無関心である人物である。
以上の人物像に最も合致する人物として、昭和時代、特に有力視されたのは北朝准三宮にして連歌の大成者である二条良基である。また良基は北朝の実力者でありながら、南朝を開いた後醍醐天皇とは朝儀復興という理想を共有することから、後醍醐への敬愛が著しく、この点も『増鏡』の内容と一致する。とはいえ、これらはあくまで状況証拠であり、慎重さを求める声も多く、有力説ではあるものの「通説」とまでは至っていない。
その他には、和田英松の二条為明説、宮内三二郎の兼好法師説（これはほとんど支持されない）、田中隆裕の洞院公賢説などがある。また、関東四郎の二条為定説や荒木良雄の丹波忠守説などもある。また、二条良基著者説に否定的な小口倫司は中院家関係者を著者として想定した。
作者を南朝の人間とする説も一部にあり、中村直勝は、南朝公卿四条隆資の還俗で『増鏡』が終わることから、作者は隆資ではないかとした。しかし、石田らは公家大将として戦場でも活躍した隆資に執筆の時間があったかどうかを疑問視し、四条説を否定した。一方、小沢良衛は、『増鏡』が資料として多く用いた『とはずがたり』の作者後深草院二条は母方が四条家であることを指摘し、隆資説を積極的には否定しない。
井上は現存する資料のみから特定の人物に比定する試みそのものに無理があるとし、判断を控える。小川は当初は井上と同様の態度を示していたが、後に二条良基説を否定して（良基の協力を得た）丹波忠守説を唱えた。ところが、後の著作では良基もしくはその支援を受けた人物（具体名は触れず）と自説の修正を行っている。

## 成立年代
成立年代について、確実な上限は記事が終った元弘3年（1333年）6月で、また確実な下限は尾張本奥書の記載から永和2年（天授2年、1376年）4月である。
「久米のさら山」の章で、興仁親王（のちの崇光天皇）が後に「まうけの君」（皇太子）になったことが言及されていることから、上限をさらに興仁立坊の日付である暦応元年（延元3年、1338年）8月13日に狭められることを和田英松が指摘し、反論も全く無い訳ではないものの、基本的に広く承認されている。
さらに狭める説としては、一つには応安年間前後（1368–1375年前後）という説がある。岡一男は、新陽明門院のような不行跡を為したという「このごろの人」（「さしぐし」の章）を、後光厳院の後宮である二品局に結びつけ、『大日本史』で二品局が藤原懐国と密通したとされる応安末（1375年）ごろの成立とした。また、『日本古典文学大系』本を校注した木藤才蔵は、作者を二条良基に比定する観点から、良基が足利義満のもと朝儀再興を計画した応安初年（1368年）から永和2年（1376年）ごろであろうとした。
その一方で、「月草の花」の章に「今の尊氏」（一説に「現在活躍している尊氏」という意味）とあることから、下限を尊氏が薨去した延文3年4月30日（正平13年、1358年6月7日）とする説を和田が唱え、西沢正史や井上宗雄も同意している。2000年に入り、小川剛生も『園太暦』における「今」という語の用法に基づき、和田説を補強した。
西沢正史（正二）は、作者を二条良基に比定する場合を前提として、文和2年（正平8年、1353年）に発生した南朝による京都占領が下限に深く関わる可能性を指摘している。この占領の際に良基は後光厳天皇が避難した美濃国に同行し、その間に南朝軍が良基邸にあった二条家伝来の家記・文書を没収したことが知られ、良基が作者であればこれ以降の時期には資料の散逸及び政治的立場の変化（持明院統＝北朝及び武家政権＝室町幕府の支持の明確化）によって大覚寺統＝南朝及び公家政権に好意的な作品を書くとは考えにくいとする。
その他、下限を阿野廉子が院号宣下を受けた観応2年（正平6年、1351年）12月とする宮内三二郎の説や、興仁親王が受禅した貞和4年（正平3年、1348年）10月とする宮内・小川の説などがある。

## 写本
巻数については古くは17巻本と19巻本が存在していた。通説では前者を「古本」・後者を「増補本」（「流布本」）と読んで区別している。両者の違いは物語の中盤あたり（後嵯峨天皇の即位後からその院政期）の記述が大きく違っているところにある。通説では前者を増補改訂して後者が作られたと考えられているが、後者の方が先に書かれて後に様々な事情によって一部が削除したものが前者だとする説もある（ちなみに年代の錯簡は後者の方が少ないと考えられている）。いずれが先であったとしても14世紀末には既に2種類の『増鏡』が存在したようである。
なお、現在存在する20巻本は、幕末期の校訂成果を元に明治時代に和田英松らが、写本系統によっては載せざる「烟の末々」の巻と「北野の雪」の巻について、「事実を諸史に考証」し「年代に推当して」巻次を改め、和田らの評釈の本文としたものである（『増鏡詳解』緒言）。これは歴史的な展開を重視し、諸本を再構成したものであり、原『増鏡』を復元したものではない。国文学者の間では、原書を重んじる立場からこの再構成された『増鏡』に対する批判もある。それ故に、原『増鏡』の研究のためには17巻本・19巻本に基づいて行われるのが一般的である。